# سیارک ۲۵۴۰۳
سیارک ۲۵۴۰۳ (به انگلیسی: 25403 Carlapiazza، نامگذاری:1999VE31) بیست و پنج هزار و چهارصد و سومین سیارک کشف شده‌است که در ۳ نوامبر ۱۹۹۹ کشف شد.
قدر مطلق سیارک برابر ۱۱.۲ است.